# Mesosa kuntzeni
Mesosa kuntzeni là một loài bọ cánh cứng trong họ Cerambycidae.